# Sommer-Paralympics 2016/Teilnehmer (Ukraine)
| stlisierte Goldmedaille | stlisierte Silbermedaille | stlisierte Bronzemedaille |
| ----------------------- | ------------------------- | ------------------------- |
| 41                      | 37                        | 39                        |

Die Ukraine entsandte 77 Athletinnen und 91 Athleten zu den Paralympischen Sommerspielen 2016 in Rio de Janeiro, die in 15 Sportarten antraten. Fahnenträgerin für die Ukraine bei der Eröffnungsfeier war die Sitzvolleyballspielerin Margaryta Pryvalykhina.

## Medaillen

### Medaillenspiegel
| Rang   | Sportart          | Gold | Silber | Bronze | Gesamt |
| ------ | ----------------- | ---- | ------ | ------ | ------ |
| 1      | Schwimmen         | 25   | 24     | 25     | 74     |
| 2      | Leichtathletik    | 4    | 8      | 7      | 19     |
| 3      | Rollstuhlfechten  | 2    | 0      | 2      | 4      |
| 4      | Tischtennis       | 2    | 0      | 1      | 3      |
| 5      | Judo              | 1    | 3      | 3      | 7      |
| 6      | Schießen          | 1    | 1      | 1      | 3      |
| 7      | Parakanu          | 1    | 1      | 0      | 2      |
| 8      | 7er-Fußball       | 1    | 0      | 0      | 1      |
| 8      | Powerlifting      | 1    | 0      | 0      | 1      |
| 8      | Radsport (Bahn)   | 1    | 0      | 0      | 1      |
| 8      | Radsport (Straße) | 1    | 0      | 0      | 1      |
| 8      | Rudern            | 1    | 0      | 0      | 1      |
| Gesamt | Gesamt            | 41   | 37     | 39     | 117    |

## Teilnehmer nach Sportart

### Bogenschießen
| Athleten               | Wettbewerb    | Qualifikation | Qualifikation | 1. Runde    | 1. Runde | Achtelfinale  | Achtelfinale  | Viertelfinale | Viertelfinale | Halbfinale    | Halbfinale    | Finale        | Finale        | Rang |
| Athleten               | Wettbewerb    | Ringe         | Rang          | Gegner      | Ergebnis | Gegner        | Ergebnis      | Gegner        | Ergebnis      | Gegner        | Ergebnis      | Gegner        | Ergebnis      | Rang |
| ---------------------- | ------------- | ------------- | ------------- | ----------- | -------- | ------------- | ------------- | ------------- | ------------- | ------------- | ------------- | ------------- | ------------- | ---- |
| Frauen                 |               |               |               |             |          |               |               |               |               |               |               |               |               |      |
| Kseniya Markitantova   | Compound Open | 645           | 9             | —           | —        | H. Biroglu    | 137:139       | ausgeschieden | ausgeschieden | ausgeschieden | ausgeschieden | ausgeschieden | ausgeschieden | 9    |
| Roksolana Dzoba-Balian | Recurve Open  | 603           | 8             | Z. Al-Saedi | 6:2      | M. Kohansal   | 6:0           | Wu C.         | 4:6           | ausgeschieden | ausgeschieden | ausgeschieden | ausgeschieden | 5    |
| Iryna Volynets         | Recurve Open  | 572           | 15            | Jo J.-m.    | 4:6      | ausgeschieden | ausgeschieden | ausgeschieden | ausgeschieden | ausgeschieden | ausgeschieden | ausgeschieden | ausgeschieden | 17   |

### 7er-Fußball
| Wettbewerb   | Männer |
| ------------ | --- |
| Athleten     | Wolodymyr Antonjuk Ivan Dotsenko Taras Dutko Ivan Shkvarlo Kostyantyn Symashko Witaliy Trushew Yevhen Sinowiew Oleh Len Edhar Kahramanian Dmytro Molodtsow Vitalji Romanchuk Stanislaw Podolskyi Artem Krasylnykov Bohdan Kulynych |
| Gruppenphase | Irland (6:0) Vereinigtes Königreich (2:1) Brasilien (2:1) |
| Halbfinale   | Niederlande (4:0) |
| Finale       | Iran (2:1) |
| Rang         | Gold |

### Goalball
| Wettbewerb    | Frauen                                                                                      |
| ------------- | ------------------------------------------------------------------------------------------- |
| Athleten      | Maryna Gabeda Tetiana Goworukha Natalija Miroshnyk Lilija Pasko Olena Rud Yulija Maksymenko |
| Gruppenphase  | Australien (2:2) Kanada (2:3) Türkei (3:6) Volksrepublik China (2:6)                        |
| Viertelfinale | Brasilien (0:10)                                                                            |
| Halbfinale    | ausgeschieden                                                                               |
| Rang          | 5                                                                                           |

### Judo
| Athleten            | Wettbewerb        | 1. Runde         | 1. Runde | 1. Hoffnungsrunde | 1. Hoffnungsrunde | Viertelfinale          | Viertelfinale | 2. Hoffnungsrunde | 2. Hoffnungsrunde | Halbfinale       | Halbfinale    | Kampf um Gold/Bronze | Kampf um Gold/Bronze | Rang |
| Athleten            | Wettbewerb        | Gegner           | Erg.     | Gegner            | Erg.              | Gegner                 | Erg.          | Gegner            | Erg.              | Gegner           | Erg.          | Gegner               | Erg.                 | Rang |
| ------------------- | ----------------- | ---------------- | -------- | ----------------- | ----------------- | ---------------------- | ------------- | ----------------- | ----------------- | ---------------- | ------------- | -------------------- | -------------------- | ---- |
| Männer              |                   |                  |          |                   |                   |                        |               |                   |                   |                  |               |                      |                      |      |
| Davyd Khorawa       | Klasse bis 66 kg  | —                | —        | —                 | —                 | O. Bareikis            | 100:0         | —                 | —                 | U. Nigmatov      | 0:100         | Park J.-s.           | 110:0                |      |
| Dmytro Solovey      | Klasse bis 73 kg  | —                | —        | —                 | —                 | A. Kitazono            | 102:0         | —                 | —                 | F. Sayidov       | 0:03          | R. Gasimov           | 0:110                |      |
| Olexandr Kosinow    | Klasse bis 81 kg  | —                | —        | —                 | —                 | Rovshan Safarov        | 110:0         | —                 | —                 | E. Avila Sanchez | 0:002         | S. Jafari            | 100:0                |      |
| Oleksandr Nasarenko | Klasse bis 90 kg  | —                | —        | —                 | —                 | A. Cavalcante Da Silva | 100:0         | —                 | —                 | J. Hierrezuelo   | 01:02         | Z.Gogotchuri         | 0:100                |      |
| Oleksandr Pominow   | Klasse bis 100 kg | K. Abdullakhanli | 0:101    | ausgeschieden     | ausgeschieden     | ausgeschieden          | ausgeschieden | ausgeschieden     | ausgeschieden     | ausgeschieden    | ausgeschieden | ausgeschieden        | ausgeschieden        | 10   |
| Frauen              |                   |                  |          |                   |                   |                        |               |                   |                   |                  |               |                      |                      |      |
| Yuliya Halinska     | Klasse bis 48 kg  | —                | —        | —                 | —                 | K. Cardoso             | 100:0         | —                 | —                 | C. Brussig       | 0:001         | S. Hangai            | 001:0                |      |
| Liudmyla Lohatska   | Klasse bis 52 kg  | —                | —        | —                 | —                 | S. Martinet            | 0:100         | P. Gagne          | 0:100             | —                | —             | ausgeschieden        | ausgeschieden        | 7    |
| Inna Cherniak       | Klasse bis 57 kg  | —                | —        | —                 | —                 | F. Buranyi             | 100:0         | —                 | —                 | Seo H.-n.        | 010:002       | L. Araujo            | 100:0                |      |
| Iryna Husiewa       | Klasse bis 63 kg  | —                | —        | —                 | —                 | M. Yoneda              | 100:0         | —                 | —                 | T. Nurmetova     | 0:02          | D. Rodriguez         | 0:100                |      |

### Leichtathletik
Laufen
| Athleten                                  | Wettbewerb | Vorlauf | Vorlauf | Halbfinale    | Halbfinale    | Finale        | Finale        | Rang |
| Athleten                                  | Wettbewerb | Zeit    | Rang    | Zeit          | Rang          | Zeit          | Rang          | Rang |
| ----------------------------------------- | ---------- | ------- | ------- | ------------- | ------------- | ------------- | ------------- | ---- |
| Männer                                    |            |         |         |               |               |               |               |      |
| Ihor Tswietow                             | 100 m T35  | 12,22 s | 1       | —             | —             | 12,31 s       | 1             |      |
| Roman Pavlyk                              | 100 m T36  | —       | —       | —             | —             | DSQ           | DSQ           | DSQ  |
| Andriy Onufriyenko                        | 100 m T37  | 11,91 s | 5       | —             | —             | 12,13 s       | 7             | 7    |
| Ihor Tswietow                             | 200 m T35  | 25,64 s | 1       | —             | —             | 25,11 s       | 1             |      |
| Roman Pavlyk                              | 400 m T36  | —       | —       | —             | —             | 55,67 s       | 2             |      |
| Pawlo Voluikevych                         | 1500 m T20 | —       | —       | —             | —             | 3:58,18 min   | 5             | 5    |
| Frauen                                    |            |         |         |               |               |               |               |      |
| Oksana Boturchuk Guide: Volodomyr Burakow | 100 m T12  | DSQ     | DSQ     | ausgeschieden | ausgeschieden | ausgeschieden | ausgeschieden | DSQ  |
| Lejlja Adschametowa                       | 100 m T13  | 11,86 s | 1       | —             | —             | 11,79 s       | 1             |      |
| Olena Gliebova                            | 100 m T13  | 12,55 s | 3       | —             | —             | 12,28 s       | 4             | 4    |
| Oksana Boturchuk Guide: Volodomyr Burakow | 200 m T12  | 24,02 s | 2       | —             | —             | 23,65 s       | 2             |      |
| Oksana Boturchuk Guide: Volodomyr Burakow | 400 m T12  | 54,47 s | 1       | —             | —             | 53,14 s       | 2             |      |
| Lejlja Adschametowa                       | 400 m T13  | —       | —       | —             | —             | 56,60 s       | 3             |      |
| Olena Gliebowa                            | 400 m T13  | 57,59 s | 5       | 5             |               |               |               |      |
| Natalia Iezlovetska                       | 400 m T20  | 59,16 s | 2       | —             | —             | 58,48 s       | 2             |      |
| Liudmyla Danylina                         | 1500 m T20 | —       | —       | —             | —             | 4:28,78 min   | 3             |      |

Springen und Werfen
| Athleten              | Wettbewerb      | Finale  | Finale | Rang |
| Athleten              | Wettbewerb      | Weite   | Rang   | Rang |
| --------------------- | --------------- | ------- | ------ | ---- |
| Männer                |                 |         |        |      |
| Ruslan Katyschew      | Weitsprung T11  | 6,20 m  | 3      |      |
| Dmytro Prudnikow      | Weitsprung T20  | 6,99 m  | 3      |      |
| Roman Pavlyk          | Weitsprung T36  | 5,61 m  | 3      |      |
| Vladyslav Zahrebelnyi | Weitsprung T37  | 5,94 m  | 4      | 4    |
| Andriy Onufriyenko    | Weitsprung T37  | 5,83 m  | 6      | 6    |
| Mykyta Senyk          | Weitsprung T38  | 6,39 m  | 5      | 5    |
| Mykola Zhabnyak       | Diskuswurf F37  | 41,39 m | 10     | 10   |
| Roman Danyliuk        | Kugelstoßen F12 | 15,94 m | 3      |      |
| Mykola Dibrowa        | Kugelstoßen F36 | 14,26 m | 2      |      |
| Mykola Zhabnyak       | Kugelstoßen F37 | 14,23 m | 4      | 4    |
| Oleksandr Doroshenko  | Speerwurf F38   | 44,81 m | 6      | 6    |
| Frauen                |                 |         |        |      |
| Oksana Zubkovska      | Weitsprung T12  | 6,11 m  | 1      |      |
| Iulia Korunchak       | Weitsprung T12  | 5,01 m  | 7      | 7    |
| Olena Rozdobudko      | Weitsprung T20  | 4,91 m  | 5      | 5    |
| Inna Stryzhak         | Weitsprung T38  | 4,34 m  | 9      | 9    |
| Zoia Ovsji            | Diskuswurf F52  | 12,17 m | 3      |      |
| Zoia Ovsji            | Keulenwurf F51  | 22,21 m | 2      |      |
| Orysia Ilchyna        | Kugelstoßen F12 | 12,98 m | 4      | 4    |
| Anastasija Mysnyk     | Kugelstoßen F20 | 13,24 m | 2      |      |
| Marija Pomazan        | Kugelstoßen F35 | 13,59 m | 2      |      |
| Svitlana Stetsyuk     | Kugelstoßen F53 | 3,48 m  | 6      | 6    |

### Kanu
| Athleten           | Wettbewerb | Vorlauf  | Vorlauf | Halbfinale | Halbfinale | Finale   | Finale | Rang   |
| Athleten           | Wettbewerb | Zeit     | Rang    | Zeit       | Rang       | Zeit     | Rang   | Rang   |
| ------------------ | ---------- | -------- | ------- | ---------- | ---------- | -------- | ------ | ------ |
| Männer             |            |          |         |            |            |          |        |        |
| Mykola Syniuk      | KL2 200 m  | 47,370 s | 2       | —          | —          | 45,349 s | 4      | 4      |
| Serhii Yemelianov  | KL3 200 m  | 45,239 s | 2       | —          | —          | 39,810 s | 1      | Gold   |
| Frauen             |            |          |         |            |            |          |        |        |
| Natalija Lagutenko | KL2 200 m  | 57,145 s | 1       | —          | —          | 55,599 s | 2      | Silber |

### Powerlifting (Bankdrücken)
| Athleten            | Wettbewerb | Ergebnis | Rang |
| ------------------- | ---------- | -------- | ---- |
| Männer              |            |          |      |
| Sergii Khvalinskyi  | bis 54 kg  | 143 kg   | 7    |
| Anton Kriukov       | bis 97 kg  | 220 kg   | 5    |
| Frauen              |            |          |      |
| Maryna Kopiika      | bis 41 kg  | 88 kg    | 5    |
| Rayisa Toporkova    | bis 45 kg  | NVL      | NVL  |
| Lidiia Soloviova    | bis 50 kg  | 107 kg   | Gold |
| Mariana Shevchuk    | bis 55 kg  | 107 kg   | 4    |
| Tetyana Shyrokolava | bis 61 kg  | 100 kg   | 5    |
| Alina Kumeyko       | bis 73 kg  | 95 kg    | 6    |
| Lyubov Semenyuk     | bis 79 kg  | 100 kg   | 7    |

### Radsport

#### Straße
| Athleten        | Wettbewerb          | Zeit         | Rang |
| --------------- | ------------------- | ------------ | ---- |
| Männer          |                     |              |      |
| Jehor Dementjew | Einzelzeitfahren C5 | 36:53,23 min | Gold |
| Jehor Dementjew | Straßenrennen C4-5  | DSQ          | DSQ  |

#### Bahn
| Athleten        | Wettbewerb                    | Qualifikation | Qualifikation | Finals     | Finals       | Rang |
| Athleten        | Wettbewerb                    | Zeit          | Rang          | Gegner     | Zeit         | Rang |
| --------------- | ----------------------------- | ------------- | ------------- | ---------- | ------------ | ---- |
| Männer          |                               |               |               |            |              |      |
| Jehor Dementjew | 4000 m Einerverfolgung C5     | 4:35,534 min  | 1             | A. Donohoe | 4:37,708 min | Gold |
| Jehor Dementjew | 1000 m Einzelzeitfahren C4-C5 | —             | —             | —          | 1:08,555 min | 10   |

### Rudern
| Athleten                                                                                  | Wettbewerb           | Vorlauf    | Vorlauf | Hoffnungslauf | Hoffnungslauf | Finale     | Finale | Rang |
| Athleten                                                                                  | Wettbewerb           | Zeit (min) | Rang    | Zeit (min)    | Rang          | Zeit (min) | Rang   | Rang |
| ----------------------------------------------------------------------------------------- | -------------------- | ---------- | ------- | ------------- | ------------- | ---------- | ------ | ---- |
| Männer                                                                                    |                      |            |         |               |               |            |        |      |
| Roman Poljanskyj                                                                          | Einer ASM1x          | 4:44,70    | 1       | —             | —             | 4:39,56    | 1      | Gold |
| Mixed                                                                                     |                      |            |         |               |               |            |        |      |
| Iryna Kyrychenko Iaroslav Koiuda                                                          | Doppelzweier Tamix2x | 4:01,05    | 3       | 4:04,42       | 2             | 4:05,35    | 5      | 5    |
| Iryna Yarynka Maksym Zhuk Oleksandra Yankova Oleksandr Bilonozhko Volodymyr Kozlov (Stm.) | Vierer Ltamix4       | 3:33,25    | 5       | 3:42,59       | 5             | 3:34,72    | 3 (B)  | 9    |

### Rollstuhlfechten
| Männer            |                  |                            |     |                   |               |               |               |                  |               |    |
| Oleg Naumenko     | Degen Einzel B   | D. Coutya                  | 3:5 | J. Silva Guissone | 15:12         | A. Pranevich  | 8:15          | Y. Ifebe         | 15:5          |    |
| Oleg Naumenko     | Degen Einzel B   | Tam C. S.                  | 5:4 | J. Silva Guissone | 15:12         | A. Pranevich  | 8:15          | Y. Ifebe         | 15:5          |    |
| Oleg Naumenko     | Degen Einzel B   | A. Pranevich               | 5:3 | J. Silva Guissone | 15:12         | A. Pranevich  | 8:15          | Y. Ifebe         | 15:5          |    |
| Oleg Naumenko     | Degen Einzel B   | Y.Ifebe                    | 4:5 | J. Silva Guissone | 15:12         | A. Pranevich  | 8:15          | Y. Ifebe         | 15:5          |    |
| Anton Datsko      | Florett Einzel B | Feng Y.                    | 5:3 | Feng Y.           | 6:15          | ausgeschieden | ausgeschieden | ausgeschieden    | ausgeschieden | 5  |
| Anton Datsko      | Florett Einzel B | D. Coutya                  | 5:4 | Feng Y.           | 6:15          | ausgeschieden | ausgeschieden | ausgeschieden    | ausgeschieden | 5  |
| Anton Datsko      | Florett Einzel B | M. Valet                   | 5:4 | Feng Y.           | 6:15          | ausgeschieden | ausgeschieden | ausgeschieden    | ausgeschieden | 5  |
| Anton Datsko      | Florett Einzel B | A. Sarri                   | 5:1 | Feng Y.           | 6:15          | ausgeschieden | ausgeschieden | ausgeschieden    | ausgeschieden | 5  |
| Andrii Demchuk    | Säbel Einzel A   | Tian J.                    | 5:2 | R. Noble          | 15:3          | Tian J.       | 15:10         | R. Osvath        | 15:8          |    |
| Andrii Demchuk    | Säbel Einzel A   | Cheong M. C.               | 5:1 | R. Noble          | 15:3          | Tian J.       | 15:10         | R. Osvath        | 15:8          |    |
| Andrii Demchuk    | Säbel Einzel A   | G. Pylarinos-Markantonatos | 5:4 | R. Noble          | 15:3          | Tian J.       | 15:10         | R. Osvath        | 15:8          |    |
| Andrii Demchuk    | Säbel Einzel A   | Chan W. K.                 | 5:1 | R. Noble          | 15:3          | Tian J.       | 15:10         | R. Osvath        | 15:8          |    |
| Andrii Demchuk    | Säbel Einzel A   | L. Lemoine                 | 1:5 | R. Noble          | 15:3          | Tian J.       | 15:10         | R. Osvath        | 15:8          |    |
| Vadym Tsedryk     | Säbel Einzel A   | R. Noble                   | 4:5 | ausgeschieden     | ausgeschieden | ausgeschieden | ausgeschieden | ausgeschieden    | ausgeschieden | 12 |
| Vadym Tsedryk     | Säbel Einzel A   | V. Ntounis                 | 3:5 | ausgeschieden     | ausgeschieden | ausgeschieden | ausgeschieden | ausgeschieden    | ausgeschieden | 12 |
| Vadym Tsedryk     | Säbel Einzel A   | R. Osvath                  | 3:5 | ausgeschieden     | ausgeschieden | ausgeschieden | ausgeschieden | ausgeschieden    | ausgeschieden | 12 |
| Vadym Tsedryk     | Säbel Einzel A   | Chen Y.                    | 2:5 | ausgeschieden     | ausgeschieden | ausgeschieden | ausgeschieden | ausgeschieden    | ausgeschieden | 12 |
| Vadym Tsedryk     | Säbel Einzel A   | A. Pellegrini              | 0:5 | ausgeschieden     | ausgeschieden | ausgeschieden | ausgeschieden | ausgeschieden    | ausgeschieden | 12 |
| Anton Datsko      | Säbel Einzel B   | J. Brinson                 | 5:1 | M.-A. Cratere     | 15:9          | A. Castro     | 15:8          | P. Triantafyllou | 15:7          |    |
| Anton Datsko      | Säbel Einzel B   | G. Pluta                   | 4:5 | M.-A. Cratere     | 15:9          | A. Castro     | 15:8          | P. Triantafyllou | 15:7          |    |
| Anton Datsko      | Säbel Einzel B   | A. Sarri                   | 5:1 | M.-A. Cratere     | 15:9          | A. Castro     | 15:8          | P. Triantafyllou | 15:7          |    |
| Anton Datsko      | Säbel Einzel B   | M.-A. Cratere              | 5:0 | M.-A. Cratere     | 15:9          | A. Castro     | 15:8          | P. Triantafyllou | 15:7          |    |
| Frauen            |                  |                            |     |                   |               |               |               |                  |               |    |
| Yevheniia Breus   | Degen Einzel A   | M. Fidrych                 | 2:5 | A. Veres          | 15:13         | Bian J.       | 8:15          | Z. Krajnyák      | 15:10         |    |
| Yevheniia Breus   | Degen Einzel A   | P. Rozkova                 | 5:2 | A. Veres          | 15:13         | Bian J.       | 8:15          | Z. Krajnyák      | 15:10         |    |
| Yevheniia Breus   | Degen Einzel A   | Bian J.                    | 2:5 | A. Veres          | 15:13         | Bian J.       | 8:15          | Z. Krajnyák      | 15:10         |    |
| Yevheniia Breus   | Degen Einzel A   | Yu Chui Yee                | 5:2 | A. Veres          | 15:13         | Bian J.       | 8:15          | Z. Krajnyák      | 15:10         |    |
| Yevheniia Breus   | Degen Einzel A   | A. Veres                   | 3:5 | A. Veres          | 15:13         | Bian J.       | 8:15          | Z. Krajnyák      | 15:10         |    |
| Tetiana Pozniak   | Degen Einzel B   | M. Makowska                | 2:5 | ausgeschieden     | ausgeschieden | ausgeschieden | ausgeschieden | ausgeschieden    | ausgeschieden | 9  |
| Tetiana Pozniak   | Degen Einzel B   | K. Loufaki                 | 2:1 | ausgeschieden     | ausgeschieden | ausgeschieden | ausgeschieden | ausgeschieden    | ausgeschieden | 9  |
| Tetiana Pozniak   | Degen Einzel B   | Yao F.                     | 1:5 | ausgeschieden     | ausgeschieden | ausgeschieden | ausgeschieden | ausgeschieden    | ausgeschieden | 9  |
| Tetiana Pozniak   | Degen Einzel B   | S. Briese-Baetke           | 2:5 | ausgeschieden     | ausgeschieden | ausgeschieden | ausgeschieden | ausgeschieden    | ausgeschieden | 9  |
| Tetiana Pozniak   | Degen Einzel B   | C. Demaude                 | 1:1 | ausgeschieden     | ausgeschieden | ausgeschieden | ausgeschieden | ausgeschieden    | ausgeschieden | 9  |
| Natalija Morkvych | Florett Einzel A | M. Santos                  | 5:0 | ausgeschieden     | ausgeschieden | ausgeschieden | ausgeschieden | ausgeschieden    | ausgeschieden | 9  |
| Natalija Morkvych | Florett Einzel A | Z. Krajnyák                | 5:1 | ausgeschieden     | ausgeschieden | ausgeschieden | ausgeschieden | ausgeschieden    | ausgeschieden | 9  |
| Natalija Morkvych | Florett Einzel A | Zhang C.                   | 0:5 | ausgeschieden     | ausgeschieden | ausgeschieden | ausgeschieden | ausgeschieden    | ausgeschieden | 9  |
| Natalija Morkvych | Florett Einzel A | L. Trigilia                | 2:5 | ausgeschieden     | ausgeschieden | ausgeschieden | ausgeschieden | ausgeschieden    | ausgeschieden | 9  |
| Natalija Morkvych | Florett Einzel A | Yu Chui Yee                | 0:5 | ausgeschieden     | ausgeschieden | ausgeschieden | ausgeschieden | ausgeschieden    | ausgeschieden | 9  |
| Tetiana Pozniak   | Florett Einzel B | Zhou J.                    | 2:5 | ausgeschieden     | ausgeschieden | ausgeschieden | ausgeschieden | ausgeschieden    | ausgeschieden | 9  |
| Tetiana Pozniak   | Florett Einzel B | G. Dani                    | 2:5 | ausgeschieden     | ausgeschieden | ausgeschieden | ausgeschieden | ausgeschieden    | ausgeschieden | 9  |
| Tetiana Pozniak   | Florett Einzel B | C. Demaude                 | 5:2 | ausgeschieden     | ausgeschieden | ausgeschieden | ausgeschieden | ausgeschieden    | ausgeschieden | 9  |
| Tetiana Pozniak   | Florett Einzel B | Chan Y. C.                 | 0:5 | ausgeschieden     | ausgeschieden | ausgeschieden | ausgeschieden | ausgeschieden    | ausgeschieden | 9  |
| Tetiana Pozniak   | Florett Einzel B | M. Makowska                | 5:3 | ausgeschieden     | ausgeschieden | ausgeschieden | ausgeschieden | ausgeschieden    | ausgeschieden | 9  |

### Sitzvolleyball
| Wettbewerb       | Männer | Frauen |
| ---------------- | --- | --- |
| Athleten         | Anatolii Andrusenko Petro Ostrynskyi Denys Bytchenko Oleksandr Drapak Ruslan Horyakin Oleksiy Kharlamov Dmytro Melnyk Maksym Petrenchuk Sergii Shevchenko | Valentyna Brik Anzhelika Churkina Larysa Klochkova Olena Manankova Inna Osetynska Margaryta Pryvalykhina Ilona Yudina Tetyana Huranska Larysa Kriukova Oleksandra Podliesna Kateryna Pryshchepa Alina Samoilenko |
| Gruppenphase     | Bosnien und Herzegowina 0:3 Volksrepublik China 3:2 Iran 0:3                                                                                              | Niederlande 3:2 Brasilien 0:3 Kanada 3:0 |
| Spiel um Platz 5 | Deutschland 3:1 | — |
| Halbfinale       | ausgeschieden | Volksrepublik China 0:3 |
| Spiel um Platz 3 | ausgeschieden | Brasilien 0:3 |
| Rang             | 5 | 4 |

### Schießen
| Athleten          | Wettbewerb                  | Qualifikation   | Qualifikation | Finale          | Finale        | Rang   |
| Athleten          | Wettbewerb                  | Ringe/ Scheiben | Rang          | Ringe/ Scheiben | Rang          | Rang   |
| ----------------- | --------------------------- | --------------- | ------------- | --------------- | ------------- | ------ |
| Männer            |                             |                 |               |                 |               |        |
| Oleksii Denysiuk  | 10 m Luftpistole SH1        | 553             | 22            | ausgeschieden   | ausgeschieden | 22     |
| Iurii Stoiev      | 10 m Luftgewehr stehend SH1 | 611,7           | 14            | ausgeschieden   | ausgeschieden | 14     |
| Andrii Doroshenko | 10 m Luftgewehr stehend SH1 | 608,2           | 16            | ausgeschieden   | ausgeschieden | 16     |
| Iurii Stoiev      | 50 m Dreistellungskampf SH1 | 1145            | 9             | ausgeschieden   | ausgeschieden | 9      |
| Andrii Doroshenko | 50 m Dreistellungskampf SH1 | 1135            | 13            | ausgeschieden   | ausgeschieden | 13     |
| Frauen            |                             |                 |               |                 |               |        |
| Olga Kovalchuk    | 10 m Luftpistole SH1        | 364             | 8             | 191,2           | 2             | Silber |
| Iryna Liakhu      | 10 m Luftpistole SH1        | 358             | 15            | ausgeschieden   | ausgeschieden | 15     |
| Mixed             |                             |                 |               |                 |               |        |
| Oleksii Denysiuk  | 25 m Sportpistole SH1       | 570             | 5             | 8,0             | 5             | 5      |
| Iryna Liakhu      | 25 m Sportpistole SH1       | 544             | 22            | ausgeschieden   | ausgeschieden | 22     |
| Oleksii Denysiuk  | 50 m freie Pistole SH1      | 532             | 5             | 160,8           | 3             | Bronze |
| Olga Kovalchuk    | 50 m freie Pistole SH1      | 533             | 4             | 94,5            | 6             | 6      |
| Iurii Stoiev      | 10 m Luftgewehr liegend SH1 | 632,5           | 8             | 125,2           | 6             | 6      |
| Andrii Doroshenko | 10 m Luftgewehr liegend SH1 | 629,6           | 20            | ausgeschieden   | ausgeschieden | 20     |
| Vasyl Kovalchuk   | 10 m Luftgewehr liegend SH2 | 637,1           | 1             | 211,7           | 1             | Gold   |
| Vasyl Kovalchuk   | 10 m Luftgewehr stehend SH2 | 634,1           | 3             | 103,0           | 7             | 7      |
| Iurii Stoiev      | 50 m Gewehr liegend SH1     | 609,9           | 21            | ausgeschieden   | ausgeschieden | 21     |
| Andrii Doroshenko | 50 m Gewehr liegend SH1     | 614,6           | 10            | ausgeschieden   | ausgeschieden | 10     |

### Schwimmen
| Athleten | Wettbewerb               | Vorlauf     | Vorlauf | Finale        | Finale        | Rang   |
| Athleten | Wettbewerb               | Zeit        | Rang    | Zeit          | Rang          | Rang   |
| --- | ------------------------ | ----------- | ------- | ------------- | ------------- | ------ |
| Männer |                          |             |         |               |               |        |
| Hennadii Boiko | 50 m Rücken S1           | —           | —       | 1:00,85 min   | 1             | Gold   |
| Hennadii Boiko | 100 m Rücken S1          | —           | —       | 2:08,01 min   | 1             | Gold   |
| Anton Kol | 50 m Rücken S1           | —           | —       | 1:15,42 min   | 3             | Bronze |
| Anton Kol | 100 m Rücken S1          | —           | —       | 2:27,45 min   | 3             | Bronze |
| Serhii Palamarchuk | 50 m Rücken S2           | 57,98 s     | 3       | 50,23 s       | 3             | Bronze |
| Serhii Palamarchuk | 100 m Rücken S2          | 1:51,23 min | 2       | 1:49,76 min   | 3             | Bronze |
| Serhii Palamarchuk | 200 m Freistil S2        | 3:49,84 min | 2       | 3:43,68 min   | 3             | Bronze |
| Roman Bondarenko | 50 m Rücken S2           | 1:01,24 min | 5       | 1:03,89 min   | 8             | 8      |
| Roman Bondarenko | 100 m Rücken S2          | 2:14,94 min | 6       | 2:14,10 min   | 6             | 6      |
| Roman Bondarenko | 200 m Freistil S2        | 4:38,94 min | 5       | 4:29,80 min   | 5             | 5      |
| Ievgen Panibratets | 50 m Rücken S2           | 1:03,18 min | 8       | 1:00,03 min   | 5             | 5      |
| Ievgen Panibratets | 100 m Rücken S2          | 2:10,47 min | 5       | 2:07,00 min   | 5             | 5      |
| Dmytro Vynohradets | 50 m Rücken S3           | 45,97 s     | 1       | 44,94 s       | 1             | Gold   |
| Dmytro Vynohradets | 50 m Brust SB2           | 56,35 s     | 4       | 55,03 s       | 4             | 4      |
| Dmytro Vynohradets | 50 m Freistil S3         | 42,92 s     | 2       | 41,41 s       | 2             | Silber |
| Dmytro Vynohradets | 200 m Freistil S3        | —           | —       | 3:09,77 min   | 2             | Silber |
| Dmytro Vynohradets | 150 m Lagen SM3          | 2:46,04 min | 1       | 2:40,75 min   | 2             | Silber |
| Oleksandr Golovko | 100 m Rücken S1          | —           | —       | 3:03,83 min   | 5             | 5      |
| Iaroslav Semenenko | 100 m Rücken S6          | 1:14,78 min | 3       | 1:15,41 min   | 3             | Bronze |
| Iaroslav Semenenko | 50 m Schmetterling S6    | 34,38 s     | 9       | ausgeschieden | ausgeschieden | 9      |
| Iaroslav Semenenko | 50 m Freistil S6         | 33,49 s     | 14      | ausgeschieden | ausgeschieden | 14     |
| Iaroslav Semenenko | 200 m Lagen SM6          | 2:59,51 min | 8       | 2:54,74 min   | 6             | 6      |
| Oleksandr Komarow | 100 m Rücken S6          | 1:20,35 min | 5       | 1:19,64 min   | 5             | 5      |
| Oleksandr Komarow | 50 m Freistil S6         | 31,07 s     | 5       | 31,06 s       | 6             | 6      |
| Oleksandr Komarow | 100 m Freistil S6        | 1:08,50 min | 4       | 1:06,21 min   | 3             | Bronze |
| Marian Kvasnytsia | 100 m Rücken S7          | 1:13,48 min | 5       | 1:13,48 min   | 5             | 5      |
| Marian Kvasnytsia | 50 m Schmetterling S7    | 33,07 s     | 8       | 32,37 s       | 7             | 7      |
| Marian Kvasnytsia | 100 m Freistil S7        | 1:06,76 min | 7       | 1:06,76 min   | 8             | 8      |
| Marian Kvasnytsia | 400 m Freistil S7        | 4:58,39 min | 2       | 4:57,54 min   | 6             | 6      |
| Yevheniy Bohodayko | 100 m Rücken S7          | 1:12,72 min | 3       | 1:10,55 min   | 1             | Gold   |
| Yevheniy Bohodayko | 100 m Brust SB6          | 1:22,88 min | 2       | 1:18,71 min   | 1             | Gold   |
| Yevheniy Bohodayko | 50 m Schmetterling S7    | 30,74 s     | 1       | 29,35 s       | 2             | Silber |
| Yevheniy Bohodayko | 50 m Freistil S7         | 29,24 s     | 4       | 27,64 s       | 2             | Silber |
| Yevheniy Bohodayko | 100 m Freistil S7        | 1:07,36 min | 8       | 1:02,12 min   | 3             | Bronze |
| Yevheniy Bohodayko | 200 m Lagen SM7          | 2:44,89 min | 3       | 2:30,72 min   | 1             | Gold   |
| Iurii Bozhynskyi | 100 m Rücken S8          | 1:05,94 min | 2       | 1:06,21 min   | 4             | 4      |
| Iurii Bozhynskyi | 50 m Freistil S8         | 26,95 s     | 2       | 26,75 s       | 3             | Bronze |
| Bohdan Hrynenko | 100 m Rücken S8          | 1:06,73 min | 4       | 1:06,24 min   | 5             | 5      |
| Bohdan Hrynenko | 50 m Freistil S8         | 27,35 s     | 4       | 26,67 s       | 2             | Silber |
| Bohdan Hrynenko | 100 m Freistil S8        | 59,82 s     | 6       | 59,74 s       | 6             | 6      |
| Bohdan Hrynenko | 400 m Freistil S8        | 4:51,81 min | 9       | ausgeschieden | ausgeschieden | 9      |
| Maksym Krypak | 100 m Rücken S10         | 58,25 s     | 1       | 57,24 s       | 1             | Gold   |
| Maksym Krypak | 100 m Schmetterling S10  | 55,54 s     | 2       | 54,90 s       | 2             | Silber |
| Maksym Krypak | 50 m Freistil S10        | 23,45 s     | 1       | 23,33 s       | 1             | Gold   |
| Maksym Krypak | 100 m Freistil S10       | 51,52 s     | 1       | 51,08 s       | 1             | Gold   |
| Maksym Krypak | 400 m Freistil S10       | 4:05,72 min | 1       | 3:57,75 min   | 1             | Gold   |
| Maksym Krypak | 200 m Lagen SM10         | 2:11,88 min | 2       | 2:08,10 min   | 2             | Silber |
| Denys Dubrov | 100 m Rücken S10         | 1:00,78 min | 3       | 59,37 s       | 3             | Bronze |
| Denys Dubrov | 100 m Brust SB9          | 1:07,92 min | 3       | 1:05,10 min   | 2             | Silber |
| Denys Dubrov | 100 m Schmetterling S10  | 55,29 s     | 1       | 54,71 s       | 1             | Gold   |
| Denys Dubrov | 50 m Freistil S10        | 24,01 s     | 2       | 23,75 s       | 3             | Bronze |
| Denys Dubrov | 100 m Freistil S10       | 51,76 s     | 2       | 51,54 s       | 4             | 4      |
| Denys Dubrov | 400 m Freistil S10       | 4:10,30 min | 3       | 4:00,11 min   | 2             | Silber |
| Denys Dubrov | 200 m Lagen SM10         | 2:09,23 min | 1       | 2:06,87 min   | 1             | Gold   |
| Dmytro Zalevskyi | 100 m Rücken S11         | 1:10,84 min | 5       | 1:06,66 min   | 1             | Gold   |
| Dmytro Zalevskyi | 400 m Freistil S11       | —           | —       | 5:02,38 min   | 6             | 6      |
| Viktor Smyrnov | 100 m Rücken S11         | 1:11,36 min | 6       | 1:08,55 min   | 4             | 4      |
| Viktor Smyrnov | 100 m Brust SB11         | 1:18,20 min | 5       | 1:15,69 min   | 5             | 5      |
| Viktor Smyrnov | 50 m Freistil S11        | 27,62 s     | 8       | DSQ           | DSQ           | 8      |
| Viktor Smyrnov | 400 m Freistil S11       | —           | —       | 4:48,71 min   | 5             | 5      |
| Viktor Smyrnov | 200 m Lagen SM11         | 2:31,78 min | 2       | 2:26,57 min   | 2             | Silber |
| Oleksandr Mashchenko | 100 m Rücken S11         | 1:13,69 min | 8       | 1:15,85 min   | 8             | 8      |
| Oleksandr Mashchenko | 100 m Brust SB11         | 1:13,75 min | 1       | 1:13,53 min   | 4             | 4      |
| Oleksandr Mashchenko | 100 m Schmetterling S11  | —           | —       | 1:03,38 min   | 3             | Bronze |
| Oleksandr Mashchenko | 50 m Freistil S11        | 27,28 s     | 6       | 26,97 s       | 4             | 4      |
| Oleksandr Mashchenko | 200 m Lagen SM11         | 2:40 39 min | 8       | 2:33,76 min   | 7             | 7      |
| Sergii Klippert | 100 m Rücken S12         | 1:01,72 min | 3       | 59,77 s       | 1             | Gold   |
| Sergii Klippert | 100 m Brust SB12         | 1:10,65 min | 5       | 1:10,55 min   | 5             | 5      |
| Sergii Klippert | 50 m Freistil S12        | 25,02 s     | 7       | 25,00 s       | 7             | 7      |
| Sergii Klippert | 100 m Freistil S13       | 53,69 s     | 5       | 53,64 s       | 4             | 4      |
| Sergii Klippert | 200 m Lagen SM13         | 2:16,35 min | 5       | 2:16,47 min   | 7             | 7      |
| Iaroslav Denysenko | 100 m Rücken S13         | 1:01,56 min | 4       | 59,02 s       | 2             | Silber |
| Iaroslav Denysenko | 50 m Freistil S13        | 24,89 s     | 7       | 24,41 s       | 4             | 4      |
| Iaroslav Denysenko | 100 m Freistil S13       | 53,41 s     | 3       | 52,40 s       | 2             | Silber |
| Iaroslav Denysenko | 400 m Freistil S13       | 4:05,03 min | 2       | 3:58,78 min   | 2             | Silber |
| Iaroslav Denysenko | 200 m Lagen SM13         | 2:12,87 min | 2       | 2:08,76 min   | 2             | Silber |
| Dmytro Vanzenko | 100 m Brust SB9          | 1:08,72 min | 4       | 1:08,80 min   | 6             | 6      |
| Dmytro Vanzenko | 100 m Freistil S10       | 54,77 s     | 8       | 54,03 s       | 6             | 6      |
| Dmytro Vanzenko | 400 m Freistil S10       | 4:13,33 min | 6       | 4:10,19 min   | 5             | 5      |
| Dmytro Vanzenko | 200 m Lagen SM10         | 2:13,66 min | 3       | 2:10,48 min   | 3             | Bronze |
| Maksym Veraksa | 100 m Brust SB12         | 1:10,92 min | 6       | 1:09,00 min   | 3             | Bronze |
| Maksym Veraksa | 50 m Freistil S12        | 23,74 s     | 1       | 23,67 s       | 1             | Gold   |
| Maksym Veraksa | 100 m Freistil S13       | 53,18 s     | 2       | 52,77 s       | 3             | Bronze |
| Oleksii Fedyna | 100 m Brust SB13         | 1:04,98 min | 1       | 1:04,94 min   | 1             | Gold   |
| Oleksii Fedyna | 50 m Freistil S13        | 24,52 s     | 4       | 24,42 s       | 5             | 5      |
| Andriy Kozlenko | 50 m Schmetterling S7    | 31,23 s     | 2       | 31,33 s       | 6             | 6      |
| Andriy Kozlenko | 100 m Freistil S7        | 1:11,24 min | 14      | ausgeschieden | ausgeschieden | 14     |
| Andriy Kozlenko | 400 m Freistil S7        | 5:15,94 min | 8       | 5:19,60 min   | 8             | 8      |
| Illia Yaremenko | 100 m Schmetterling S13  | 1:00,35 min | 9       | ausgeschieden | ausgeschieden | 9      |
| Illia Yaremenko | 50 m Freistil S12        | 24,51 s     | 7       | 24,41 s       | 3             | Bronze |
| Illia Yaremenko | 100 m Freistil S13       | 55,21 s     | 11      | ausgeschieden | ausgeschieden | 11     |
| Danylo Chufarov | 100 m Schmetterling S13  | 1:00,74 min | 10      | ausgeschieden | ausgeschieden | 10     |
| Danylo Chufarov | 400 m Freistil S13       | 4:17,39 min | 6       | 4:10,92 min   | 4             | 4      |
| Danylo Chufarov | 200 m Lagen SM13         | 2:15,36 min | 3       | 2:11,12 min   | 3             | Bronze |
| Andrii Derevinskyi | 50 m Freistil S4         | —           | —       | 40,94 s       | 3             | Bronze |
| Andrii Derevinskyi | 100 m Freistil S4        | 1:30,36 min | 7       | 1:30,59 min   | 7             | 7      |
| Andrii Derevinskyi | 200 m Freistil S4        | 3:18,59 min | 8       | 3:17,53 min   | 8             | 8      |
| Andrii Derevinskyi | 150 m Lagen SM4          | 3:14,21 min | 10      | ausgeschieden | ausgeschieden | 10     |
| Oleksandr Komarow Bohdan Hrynenko Denys Dubrow Maksym Krypak                                                                             | 4 × 100 m Freistil 34 pt | —           | —       | 3:48,11 min   | 1             | Gold   |
| Yewhenji Bogodaiko Iurji Bozhynskyi Denys Dubrow Maksym Krypak                                                                           | 4 × 100 m Lagen 34 pt    | —           | —       | 4:07,89 min   | 2             | Silber |
| Frauen |                          |             |         |               |               |        |
| Iryna Sotska | 50 m Rücken S2           | —           | —       | 1:17,22 min   | 3             | Bronze |
| Iryna Sotska | 100 m Rücken S2          | —           | —       | 2:21,98 min   | 3             | Bronze |
| Olga Sviderska | 50 m Rücken S3           | 56,49 s     | 4       | 54,01 s       | 4             | 4      |
| Olga Sviderska | 50 m Brust SB3           | 1:01,31 min | 2       | 1:03,20 min   | 4             | 4      |
| Olga Sviderska | 100 m Freistil S3        | 1:39,07 min | 1       | 1:34,86 min   | 3             | Bronze |
| Olga Sviderska | 150 m Lagen SM4          | 2:58,72 min | 4       | 2:54,14 min   | 2             | Silber |
| Maryna Verbowa | 50 m Rücken S4           | 53,38 s     | 4       | 52,28 s       | 3             | Bronze |
| Maryna Verbowa | 50 m Brust SB3           | 1:08,21 min | 10      | ausgeschieden | ausgeschieden | 10     |
| Maryna Verbowa | 50 m Freistil S4         | 50,56 s     | 10      | ausgeschieden | ausgeschieden | 10     |
| Marija Lafina | 50 m Rücken S4           | 51,62 s     | 2       | 54,08 s       | 6             | 6      |
| Marija Lafina | 50 m Brust SB3           | 1:02,23 min | 4       | 1:01,92 min   | 2             | Silber |
| Marija Lafina | 50 m Freistil S4         | 45,94 s     | 7       | 48,31 s       | 8             | 8      |
| Marija Lafina | 150 m Lagen SM4          | 2:54,27 min | 2       | 3:01,30 min   | 6             | 6      |
| Jelysaweta Mereschko | 100 m Rücken S6          | 1:27,64 min | 3       | 1:28,99 min   | 4             | 4      |
| Jelysaweta Mereschko | 100 m Brust SB5          | 1:43,41 min | 2       | 1:41,63 min   | 1             | Gold   |
| Jelysaweta Mereschko | 50 m Freistil S6         | 33,53 s     | 1       | 33,43 s       | 1             | Gold   |
| Jelysaweta Mereschko | 100 m Freistil S6        | 1:12,49 min | 1       | 1:11,40 min   | 1             | Gold   |
| Jelysaweta Mereschko | 400 m Freistil S6        | 5:25,27 min | 1       | 5:17,01 min   | 1             | Gold   |
| Jelysaweta Mereschko | 200 m Lagen SM6          | 3:04,71 min | 2       | DSQ           | DSQ           | DSQ    |
| Oksana Khrul | 100 m Rücken S6          | 1:31,66 min | 5       | 1:26,82 min   | 3             | Bronze |
| Oksana Khrul | 100 m Brust SB7          | 1:39,89 min | 6       | 1:38,23 min   | 6             | 6      |
| Oksana Khrul | 50 m Schmetterling S6    | 37,16 s     | 2       | 36,45 s       | 2             | Silber |
| Oksana Khrul | 50 m Freistil S6         | 38,48 s     | 15      | ausgeschieden | ausgeschieden | 15     |
| Maryna Piddubna | 100 m Rücken S11         | 1:21,81 min | 2       | 1:21,86 min   | 4             | 4      |
| Maryna Piddubna | 50 m Freistil S11        | 31,41 s     | 4       | 31,23 s       | 3             | Bronze |
| Maryna Piddubna | 100 m Freistil S11       | 1:13,00 min | 7       | 1:11,55 min   | 7             | 7      |
| Maryna Piddubna | 200 m Lagen SM11         | 3:00,75 min | 7       | 2:55,31 min   | 4             | 4      |
| Kateryna Tkachuk | 100 m Rücken S11         | 1:21,90 min | 4       | 1:22,69 min   | 4             | 4      |
| Kateryna Tkachuk | 50 m Freistil S11        | 35,98 s     | 15      | ausgeschieden | ausgeschieden | 15     |
| Kateryna Tkachuk | 100 m Freistil S11       | 1:14,25 min | 9       | ausgeschieden | ausgeschieden | 9      |
| Kateryna Tkachuk | 400 m Freistil S11       | 5:47,45 min | 9       | ausgeschieden | ausgeschieden | 9      |
| Kateryna Tkachuk | 200 m Lagen SM11         | 3:11,37 min | 9       | ausgeschieden | ausgeschieden | 9      |
| Yana Berezhna | 100 m Rücken S11         | 1:32,53 min | 15      | ausgeschieden | ausgeschieden | 15     |
| Yana Berezhna | 100 m Brust SB11         | —           | —       | 1:28,04 min   | 4             | 4      |
| Yana Berezhna | 200 m Lagen SM11         | 3:08,50 min | 8       | 3:07,58 min   | 8             | 8      |
| Yaryna Matlo | 100 m Rücken S12         | —           | —       | 1:11,97 min   | 2             | Silber |
| Yaryna Matlo | 50 m Freistil S12        | 30,16 s     | 5       | 30,65 s       | 7             | 7      |
| Maryna Stabrovska | 100 m Rücken S12         | —           | —       | 1:21,33 min   | 5             | 5      |
| Maryna Stabrovska | 50 m Freistil S12        | 29,90 s     | 4       | 30,02 s       | 5             | 5      |
| Anna Stetsenko | 100 m Rücken S13         | 1:10,38 min | 2       | 1:08,30 min   | 1             | Gold   |
| Anna Stetsenko | 100 m Schmetterling S13  | 1:09,24 min | 8       | 1:07,82 min   | 5             | 5      |
| Anna Stetsenko | 50 m Freistil S13        | 27,90 s     | 1       | 27,34 s       | 1             | Gold   |
| Anna Stetsenko | 100 m Freistil S13       | 1:00,40 min | 2       | 59,19 s       | 1             | Gold   |
| Anna Stetsenko | 400 m Freistil S13       | 4:31,02 min | 2       | 4:24,18 min   | 2             | Silber |
| Anna Stetsenko | 200 m Lagen SM13         | 2:31,96 min | 4       | 2:28,95 min   | 4             | 4      |
| Natalija Shestopal | 100 m Brust SB4          | 2:22,22 min | 12      | ausgeschieden | ausgeschieden | 12     |
| Natalija Shestopal | 200 m Lagen SM5          | 4:02,24 min | 9       | ausgeschieden | ausgeschieden | 9      |
| Viktorija Sawtsowa | 100 m Brust SB5          | 1:41,03 min | 1       | 1:42,14 min   | 2             | Silber |
| Viktorija Sawtsowa | 50 m Freistil S6         | 34,68 s     | 2       | 33,68 s       | 2             | Silber |
| Viktorija Sawtsowa | 100 m Freistil S6        | 1:15,04 min | 2       | 1:13,47 min   | 2             | Silber |
| Viktorija Sawtsowa | 400 m Freistil S6        | 5:43,05 min | 5       | 5:36,07 min   | 5             | 5      |
| Nina Koslowa | 100 m Brust SB6          | 1:50,49 min | 9       | ausgeschieden | ausgeschieden | 9      |
| Olena Fedota | 50 m Schmetterling S6    | 42,75 s     | 8       | 41,58 s       | 7             | 7      |
| Olena Fedota | 100 m Freistil S6        | 1:23,46 min | 9       | ausgeschieden | ausgeschieden | 9      |
| Kateryna Istomina | 100 m Schmetterling S8   | 1:10,36 min | 1       | 1:09,04 min   | 1             | Gold   |
| Kateryna Istomina | 50 m Freistil S8         | 32,06 s     | 8       | 31,05 s       | 6             | 6      |
| Olga Iakibiuk | 50 m Freistil S11        | 35,68 s     | 14      | ausgeschieden | ausgeschieden | 14     |
| Olga Iakibiuk | 100 m Freistil S11       | 1:18,47 min | 12      | ausgeschieden | ausgeschieden | 12     |
| Olga Iakibiuk | 400 m Freistil S11       | 5:44,15 min | 8       | 5:46,06 min   | 7             | 7      |
| Mixed |                          |             |         |               |               |        |
| Ievgenii Bogodaiko Olga Sviderska Viktorija Sawtsowa Andrii Derevinskyi Vorlauf: Dmytro Vynohradets Bohdan Hrynenko Jelysaweta Mereschko | 4 × 50 m Freistil 20 pt  | 2:32,19 min | 1       | 2:30,66 min   | 3             | Bronze |

### Triathlon
| Athleten        | Klasse | Zeit      | Rang |
| --------------- | ------ | --------- | ---- |
| Frauen          |        |           |      |
| Alisa Kolpakchy | PT4    | 1:18:35 h | 6    |

### Tischtennis
| Athleten                                     | Wettbewerb       | Gruppenphase       | Gruppenphase | Achtelfinale     | Achtelfinale | Viertelfinale       | Viertelfinale | Halbfinale             | Halbfinale    | Finale          | Finale        | Rang |
| Athleten                                     | Wettbewerb       | Gegner             | Erg.         | Gegner           | Erg.         | Gegner              | Erg.          | Gegner                 | Erg.          | Gegner          | Erg.          | Rang |
| -------------------------------------------- | ---------------- | ------------------ | ------------ | ---------------- | ------------ | ------------------- | ------------- | ---------------------- | ------------- | --------------- | ------------- | ---- |
| Männer                                       |                  |                    |              |                  |              |                     |               |                        |               |                 |               |      |
| Oleksandr Yezyk                              | Einzel C2        | G. Vella           | 3:0          | —                | —            | S. Molliens         | 2:3           | ausgeschieden          | ausgeschieden | ausgeschieden   | ausgeschieden | 5    |
| Oleksandr Yezyk                              | Einzel C2        | J. Suchanek        | 3:1          | —                | —            | S. Molliens         | 2:3           | ausgeschieden          | ausgeschieden | ausgeschieden   | ausgeschieden | 5    |
| Wasyl Petruniw                               | Einzel C3        | A. Ohgren          | 2:3          | F. Merrien       | 2:3          | ausgeschieden       | ausgeschieden | ausgeschieden          | ausgeschieden | ausgeschieden   | ausgeschieden | 9    |
| Wasyl Petruniw                               | Einzel C3        | A. Koleosho        | 1:3          | F. Merrien       | 2:3          | ausgeschieden       | ausgeschieden | ausgeschieden          | ausgeschieden | ausgeschieden   | ausgeschieden | 9    |
| Maxym Nikolenko                              | Einzel C7        | J. Wollmert        | 3:1          | —                | —            | I. Pereira Stroh    | 1:3           | ausgeschieden          | ausgeschieden | ausgeschieden   | ausgeschieden | 5    |
| Maxym Nikolenko                              | Einzel C7        | S. Messi           | 3:2          | —                | —            | I. Pereira Stroh    | 1:3           | ausgeschieden          | ausgeschieden | ausgeschieden   | ausgeschieden | 5    |
| Mykhaylo Popow                               | Einzel C7        | D. Horut           | 3:2          | I. Pereira Stroh | 3:2          | ausgeschieden       | ausgeschieden | ausgeschieden          | ausgeschieden | ausgeschieden   | ausgeschieden | 9    |
| Mykhaylo Popow                               | Einzel C7        | Jordi Morales      | 1:3          | I. Pereira Stroh | 3:2          | ausgeschieden       | ausgeschieden | ausgeschieden          | ausgeschieden | ausgeschieden   | ausgeschieden | 9    |
| Wiktor Didukh                                | Einzel C8        | G. Zborai          | 3:0          | —                | —            | Ye C.               | 0:3           | ausgeschieden          | ausgeschieden | ausgeschieden   | ausgeschieden | 5    |
| Wiktor Didukh                                | Einzel C8        | Sun C.             | 3:1          | —                | —            | Ye C.               | 0:3           | ausgeschieden          | ausgeschieden | ausgeschieden   | ausgeschieden | 5    |
| Yuriy Shchepanskyy                           | Einzel C9        | L. Devos           | 0:3          | M. Amine Kalem   | 0:3          | ausgeschieden       | ausgeschieden | ausgeschieden          | ausgeschieden | ausgeschieden   | ausgeschieden | 9    |
| Yuriy Shchepanskyy                           | Einzel C9        | K. Iwabuchi        | 3:0          | M. Amine Kalem   | 0:3          | ausgeschieden       | ausgeschieden | ausgeschieden          | ausgeschieden | ausgeschieden   | ausgeschieden | 9    |
| Andrii Navrotskyi                            | Einzel C11       | E. Cuesta Martinez | 2:3          | —                | —            | P. Palos            | 0:3           | ausgeschieden          | ausgeschieden | ausgeschieden   | ausgeschieden | 5    |
| Andrii Navrotskyi                            | Einzel C11       | Kim Gi-tae         | 3:1          | —                | —            | P. Palos            | 0:3           | ausgeschieden          | ausgeschieden | ausgeschieden   | ausgeschieden | 5    |
| Oleksandr Yezyk Vasyl Petruniw               | Mannschaft C3    | —                  | —            | —                | —            | Volksrepublik China | 1:2           | ausgeschieden          | ausgeschieden | ausgeschieden   | ausgeschieden | 5    |
| Maxym Nikolenko Mykhaylo Popow Viktor Didukh | Mannschaft C6-8  | —                  | —            | —                | —            | Deutschland         | 2:0           | Vereinigtes Königreich | 2:0           | Schweden        | 2:0           |      |
| Frauen                                       |                  |                    |              |                  |              |                     |               |                        |               |                 |               |      |
| Antonina Khodzynska                          | Einzel C6        | Lee Kunwoo         | 3:2          | —                | —            | —                   | —             | S. Grebe               | 2:3           | M. Lytovchenko  | 2:3           | 4    |
| Antonina Khodzynska                          | Einzel C6        | S. Paovic          | 2:3          | —                | —            | —                   | —             | S. Grebe               | 2:3           | M. Lytovchenko  | 2:3           | 4    |
| Maryna Lytowtschenko                         | Einzel C6        | K. Marszal         | 3:0          | —                | —            | —                   | —             | S. Paovic              | 1:3           | A. Khodzynska   | 3:2           |      |
| Maryna Lytowtschenko                         | Einzel C6        | S. Grebe           | 1:3          | —                | —            | —                   | —             | S. Paovic              | 1:3           | A. Khodzynska   | 3:2           |      |
| Natalia Kosmina                              | Einzel C11       | Wong Ka Man        | 3:2          | —                | —            | —                   | —             | Ng Mui Wui             | 3:2           | K. Siemieniecka | 3:0           |      |
| Natalia Kosmina                              | Einzel C11       | D. Nowacka         | 3:0          | —                | —            | —                   | —             | Ng Mui Wui             | 3:2           | K. Siemieniecka | 3:0           |      |
| Antonina Khodzynska Maryna Lytowtschenko     | Mannschaft C6-10 | —                  | —            | Kroatien         | 0:2          | ausgeschieden       | ausgeschieden | ausgeschieden          | ausgeschieden | ausgeschieden   | ausgeschieden | 9    |